# Фіялка приємна
Фіялка приємна, фіалка приємна та фіалка понтійська як Viola pontica (Viola suavis) — вид рослин з родини фіалкових (Violaceae), поширений у Марокко, Європі, західній і середній Азії.

## Опис
Багаторічна рослина 5–15 см.

## Поширення
Поширений у Марокко, Європі, західній і середній Азії; натуралізований у Норвегії.
В Україні вид зростає в лісах, чагарниках — у Карпатах, Поліссі, Лісостепу і Степу, Криму.

## Використання
Декоративна рослина.